# Farinsocker
Farinsocker eller farin är en brun eller gulbrun sockerblandning bestående av sockerkristaller och mörkbrun rörsockersirap. Farinsocker är inte lika väl raffinerat som vanligt vitt socker och därför inte heller lika sött. Den lite kryddiga smaken används ofta i kakrecept och desserter och även i vissa varmrätter. Farinsocker används också som krydda i såser och marinader. Svenskt farin är vanligtvis behandlat med maltodextrin för att göra det enklare att strö. Farinsocker är även en viktig ingrediens i äggtoddy och Irish Coffee. Muscovadosocker är en särskild typ av farinsocker.

## Historia
Förr tillverkades i Sverige både vit, gul och brun farin. Ett äldre namn för farin är bastard. Vanliga användningsområde var gul farin till pepparkakor och brun farin till kålsoppa och kåldolmar.

## Etymologi
Ordet farin kommer av latinets farina, vilket betyder mjöl (jämför franskans farine - mjöl).